# Concerto pour violon de Higdon

Le Concerto pour violon et orchestre de Jennifer Higdon a été écrit en 2008. L'œuvre a été commandée conjointement par l' Orchestre symphonique d'Indianapolis, l'Orchestre symphonique de Toronto, l'Orchestre symphonique de Baltimore, et l'Institut de musique Curtis. Le concerto a été composé pour la violoniste Hilary Hahn et a été créé par Hahn et l'Orchestre symphonique d'Indianapolis dirigé par le chef d'orchestre Mario Venzago le 6 février 2009. La composition s'est vue remettre le prix Pulitzer de musique 2010.

## Structure
Le concerto a une durée d'environ 33 minutes et est composé de trois mouvements:
1. 1726 - nommé d'après l'adresse du Curtis Institute of Music à Philadelphie, 1726 Locust Street, où Higdon est professeur. Ce  mouvement  enchaîne des septièmes, secondes et sixièmes, qui obligent le violoniste à montrer la grande dextérité de ses doigts.
2. Chaconni - un mouvement lyrique, il permet au soliste de jouer en duo et en trio avec différents instruments.
3. Fly Forward - un mouvement rapide, Higdon a imaginé la violoniste Hilary Hahn en compétition aux Jeux olympiques alors qu'elle composait la pièce.

## Instrumentation
| Instrumentation du Concerto pour violon                                                                |
| Soliste                                                                                                |
| violon                                                                                                 |
| Cordes                                                                                                 |
| premiers violons, seconds violons, altos, violoncelles, contrebasses, 1 harpe                          |
| Bois                                                                                                   |
| 2 flûtes (la 2e jouant du piccolo), 2 hautbois (le 2e jouant du cor anglais), 2 clarinettes, 2 bassons |
| Cuivres                                                                                                |
| 4 cors, 3 trompettes, 3 trombones, 1 tuba                                                              |
| Percussions                                                                                            |
| timbales, deux percussionnistes                                                                        |